# الحسن بن العباس (أمير أغلبي)
الحسن بن العباس كان قائدًا عسكريًا أغلبيًا قاتل في صقلية ضد الإمبراطورية البيزنطية.
عُين حاكمًا (صاحب صقلية) للجزء الذي يسيطر عليه الأغالبة من صقلية في أواخر عام 880، خلفًا للحسين بن رباح. كان البيزنطيون قد استعادوا الثقة في العام السابق، بعد سلسلة من الانتصارات البحرية التي حققها الأدميرال نصر (في كيفالونيا وستيلاي)، مما شجع الإمبراطور باسيل الأول المقدوني على التفكير في هجوم لاحتلال صقلية وطرد العرب من صقلية وكذلك جنوب إيطاليا.
في ربيع عام 881، شن الحسن سلسلة من الغارات ضد المواقع البيزنطية المتبقية في شرق صقلية. وقد قاد بنفسه القوة الرئيسة لتدمير البيزنطيين في محيط قطانية، ثم نحو طبرمين. حاول القائد البيزنطي المحلي، بارساكيوس، إيقافه، لكنه هُزم وأُجبر على التراجع إلى بر الأمان داخل أسوار المدينة. ومع ذلك، في وقت لاحق من عام 881 أو أوائل عام 882، حقق البيزنطيون بقيادة موسيليك انتصارًا على جيش عربي بقيادة أبي ثور في معركة قلعة أبي ثور، ففُصل الحسن من منصبه.